# 荀息
荀息（？—前651年），名黯，字息，本为原氏，稱原息、原黯、原氏黯，翼城息邑人，春秋時代晉國大夫。

## 假途滅虢
曲沃武公代翼，是為晉武公，原黯任武公大夫。晉武公滅荀國 （今山西襄汾縣荀董村）後，以荀國舊地賞賜原黯為封邑，原氏從此改為荀氏。
晉武公逝世後，其子詭諸繼位，為獻公。當時，地處黃河的虢國（今河南省三門峽市），是晉國向中原發展的首要障礙。晉獻公遂下決心滅虢，但滅虢又必須經過南部邊境的另一小國虞國（今山西平陸縣），而虞、虢兩國唇齒相依，關係又十分密切，晉獻公為此而作難。荀息當即獻計，請晉獻公可用北屈的良馬、垂棘的玉璧，獻給虞君，假道虞國而伐虢。
獻公十九年（前658年）任命里克、荀息率兵通過虞國，並會同虞軍，向虢國挺進，攻下虢國的下陽（今山西平陸縣東北）。獻公二十二年，晉國再次借道虞國而討伐虢國，滅掉虢國，虢公逃往周地。晉兵於返回晉國的途中，乘虞國毫無戒備，發起襲擊，也滅掉虞國。晉獻公從策劃出兵，到借道滅亡虢國和虞國，前後用了約5年時間。荀息因滅虢襲虞有功，為獻公所重用。

## 驪姬之亂
獻公二十六年（前651年），晉獻公聽信寵妃驪姬的讒言，逼死太子申生，逼走了重耳和夷吾，立驪姬之子奚齊為太子，並任命荀息為太傅，輔佐年幼的奚齊。九月，晉獻公於病榻前拜荀息為相國，主持國政。
晉獻公病逝，荀息立年幼的奚齊為國君。當時朝中大臣以里克和丕鄭兩位大夫為首，多數人反對擁立奚齊。里克借舉行獻公治喪儀式之機，刺殺奚齊。荀息遂立奚齊之異母弟卓子 （驪姬之妹少姬所生）為國君。
里克、丕鄭在晉大夫騅遄和屠岸夷等人的幫助下，聯合發動家兵攻入宮廷，殺死卓子和驪姬，荀息深感有負於獻公，遂自殺。

## 评价
左丘明认为荀息有复言重诺之义。五代十国文人牛希济作《荀息论》，认为荀息没有寻求拥戴年长贤德的嗣君以利国家，却遵循献公立幼主的乱命，没有辅佐幼主的本事却轻易向晋献公许诺，明知幼主是被里克所弑却无谋不能治其罪，最后甚至不能自保，并不足取。